# Енихан баба
Енихан баба или Йени хан баба (тур. Yeni Khan Baba) – „Новия господар баща“ е легендарен турски герой, чието съществуване не е установено исторически. Според местните предания на мюсюлманите в Родопите, той е алиански светец, ислямски проповедник и лечител, живял в региона.

## Съвременни рефлексии
Първата информация за Енихан баба, не като мюсюлмански светец, а като турски военачалник, поробител на Родопите, е публикувана от Петър Маринов през втората половина на 30-те години на 20 век без конкретно позоваване на извори. Версията за „поробителя" Енихан, когото българите мюсюлмани в Централните Родопи почитат като светец, може да се свърже с основаването на дружбата „Родина" през 1937 г. Чрез лансирането на нова „биография" на Енихан, П. Маринов и неговите съмишленици от Дружба „Родина" се стремят да подкопаят вярата в една от знаковите фигури на местния религиозен култ.
В популярния роман на Антон Дончев  – „Време разделно“, Евихан баба е представен като османски военен началник, отговорен за насилствената ислямизация в Родопите в 17 век и унищожаването на християнските храмове. Николай Хайтов също разказва историята, в която завоевателя Eнихан в 1371 – 1373 започва завладяването на Родопите и унищожаването на християнски храмове и манастири. Енихан, както и също така митичните по-малки негови братя Саръ баба, на който в 2002 г. на пътя Момчиловци-Кутела недалеч от село Момчиловци е издигнато теке, и третият чието име не се споменава но се вярва, че е погребан в Хасково.
След като в 2003 г. лидерът на ДПС Ахмед Доган лично обещава на местните жители да се изгради теке на Енихан (тур. Новия господар) в началото на юни 2005 г. държавната земя на самия връх Момчил е продадена на ислямското настоятелство от с. Давидково за 6600 лева с разпореждане на земеделския министър Нихат Кабил от ДПС и тогавашния областен управител на Смолян Димитър Палагачев от НДСВ. Bеднага е извършен стоманобетонен строеж и, въпрек и, че е констатирано незаконно строителство е завършено изграждането на теке на Енихан баба на връх Момчил върху тракийско светилище на върха в Родопите, където се митологизира, че е неговият гроб, но и гроба на Момчил войвода. Според кмета на с. Давидково Севда Чолакова местността е описана от Херодот като светилище на бог Дионис. В текето каменният саркофаг със стъклен похлупак е празен, до него има голяма каса с надпис „пара“ на български и турски. Има съмнения, че заради непроходимия планински терен при строежа са ползвани армейски верижни машини. С държавни средства за 8 300 000 лв.  е прокаран асфалтов път. Хижа „Свобода“ на Българския туристически съюз в подножието на върха е дадена във владение на кметство Давидково, за поклонниците са построени каменна алея с 604 стъпала, 7 беседки и ритуална чешма около която се оставят с наричане парцалчетата окачени там. За разлика от тюрбето на другия брат – Саръ баба построено недалеч оттук в 2002 г., което не влиза в конфликт с други паметници, това на въпросния Енихан предизвиква много бурнни обществени реакции и спорове, стават протести на патриотични и християнски организации, районният и зам.областният мюфтия на Смолян ясно заявява, че няма място в Родопите за това тюрбе. Конфликтът не е стихнал и днес.
Незаконното построяване на гробницата, както и това, че не е разрушена като всяка друга незаконна сграда са характерен пример за незачитането на българските закони от партийните функционери на ДПС.